# Gunnel Gummeson
Gunnel Gummeson (Nacida en 1930, declarada muerta in absentia el 8 de febrero de 1977), fue una profesora sueca, vista por última vez viajando por el norte de Afganistán con su prometido estadounidense Peter Winant en 1956. Las extensas investigaciones estuvieron dificultadas por los códigos tribales de lealtad a los jefes de clan y la corrupción oficial. Ninguno de los supuestos avistamientos posteriores pudo ser confirmado, y el caso permanece sin resolver.

## Desaparición
Gunnel Gummeson era una profesora de primaria nacida en Hultsfred en Småaland, Suecia cuya familia se mudó a Nora en Bergslagen cuando ella tenía dos años. Después de haber trabajado como trabajadora social voluntaria en la India, decidió regresar a Suecia en un viaje por tierra junto con su novio Peter Winant, quien tenía experiencia previa en viajar a Afganistán. El 20 de mayo de 1956, ella envió una carta a sus padres en la oficina de correos de Kabul, donde les informaba de tal plan. Un par de días más tarde, la pareja fue vista bajando de un camión en la ciudad de Šibarġan en las provincias del norte. Según declaraciones de un testigo, siguieron a uno de sus compañeros de viaje, que les dijo que alquilaba habitaciones. La última información confirmada es que después fueron vistos entrando por una de las puertas de la ciudad.

## Primera investigación
El padre de Peter Winant, Frederick Winant, realizó investigaciones que indicaban que habrían sido vistos continuando camino hacia Herat. Se quejó al gobierno afgano, que instigó una investigación. Tres gobernadores fueron despedidos, 10.000 jinetes fueron enviados a rastrear los caminos y se arrestó a tantas personas que las cárceles acabaron abarrotadas, según los informes del asesor de la embajada sueca Lennart Petri. Sin embargo, ninguna de las informaciones de avistamientos después de Sibargan pudo ser confirmada, y los informes de que habían sido vistos en Qaisar fueron desestimados por las autoridades afganas. En 1961, las investigaciones finalmente terminaron y el ministro de asuntos exteriores de Afganistán hizo una declaración formal concluyendo que ambos probablemente habían sido asesinados en Sibargan.

## Segunda investigación
En mayo de 1963, el secretario del gabinete del Ministerio de Asuntos Exteriores sueco, Leif Belfrage, recibió una carta personal confidencial del embajador de Estados Unidos, J. Graham Parsons, con la información de que Gunnel Gummeson probablemente estaba en cautiverio como la nuera de un rico jefe de clan en Qaisar, Kala Khan; y que debía haber dado a luz un hijo. La fuente de esta información fue un pashtun, converso al cristianismo en secreto, que había adquirido la información durante su servicio militar y se la pasó a un sacerdote estadounidense. Según el pashtun, que en la correspondencia diplomática respondía al nombre de "Joe", era de conocimiento general en Maimana que Winant había sido asesinado y Gummeson había sido vendida al khan. La gente era leal al khan, y el gobernador de provincia había sido sobornado. Preguntado por el sacerdote estadounidense, "Joe" viajó al territorio de Maimana disfrazado como vendedor de juguetes, se introdujo en el campamento de verano de Kala Khan y allí conoció a un niño rubio con rasgos europeos. Sus intentos de contactar con la madre fracasaron y él se vio obligado a huir.
El Ministerio de Asuntos Exteriores sueco y el embajador Dick Hichens-Bergström tomaron la información seriamente y hablaron de organizar una operación de rescate con helicóptero. En junio, el rey Zahir Shah envió un equipo de 175 soldados de élite disfrazados de trabajadores viarios para buscar en cada pueblo y campamento nómada a Gummeson. La única mujer rubia occidental que encontraron, sin embargo, fue una rusa que les aseguró que estaba feliz y voluntariamente casada con un local.

## Consecuencias
El caso Gummeson atrajo mucha atención y cobertura de los medios de comunicación e incluso fue mencionado en guías de viajes contemporáneas. El periódico Aftonbladet envió al reportero de sucesos Börje Heed a Afganistán para rastrear a Gummeson. El último informe sobre el caso fue un artículo en Aftonbladet de 1967, en que dos turistas, que habían leído sobre el caso, informaron que habían visto un niño inusualmente rubio en el noroeste de Afganistán.
El destino de Gunnel Gummeson y Peter Winant es desconocido. El 8 de febrero de 1977, Gummeson fue oficialmente declarada presuntamente muerta por el tribunal de Lindesberg.

## En la ficción
El caso de Gunnel Gummeson fue la inspiración para una novela de Gert Holmertz: Muren i Maimana (soyaimana Pared') SAK förlag/Premiss förlag (2004). En esta novela, la teoría sobre Gunnel Gummeson sobreviviendo a Peter Winant y siendo vendida como nuera al jefe de clan Kala Khan es ficcionalizada. En la novela, Gunnel Gummeson es violada por el hijo de Kala Khan después del asesinato de Winant y, al quedar embarazada, es forzada a casarse con su agresor. Se le ofrece regresar a Suecia a condición de que deje a su hijo atrás, pero incapaz de dejar al niño, acepta quedarse en Afganistán, y se acostumbra a vivir recluida en purdah, así nunca será descubierta por ningún equipo de búsqueda.